# Marcel Denis
Marcel Denis (* 15. Februar 1923 in Monceau-sur-Sambre, Belgien; † 18. März 2002) war ein belgischer Comiczeichner und Maler.

## Leben
Denis begann seine Karriere im Jahre 1944 als humorvoller Illustrator für verschiedene belgische Zeitschriften (u. a. la Défense Sociale, la libre Belgique, le moustique, l'optimiste, le soir, le soir illustré).
Im Jahre 1947 begann er Comics zu zeichnen. Zu seinen Frühwerken zählen die Reihen »Pip« und »Le Professeur Vianrose« für die Wochenzeitschrift l'optimiste. Zwischen 1947 und 1948 verwirklichte er insgesamt drei Episoden der Reihe »les aventures de Jim et Bill Blutterson et du professeur Perkins« in der Wochenzeitschrift la Défense Sociale.
Nachdem er ab 1952 einige Jahre als Hand-Letterer für Comics im Dupuis-Verlag gearbeitet hatte, stieß er im Jahre 1957 zum Zeichenstudio von André Franquin. Er verwirklichte dort die Szenarien für zwei Kurz-Episoden von »Spirou und Fantasio«: „le Marsupilami passe l'éponge“ und „les patins téléguidés“.
Im Jahre 1958 schuf er für Spirou die humorvolle Reihe »Les Frères Clips«. Im Folgejahr verwirklichte er mit Jidéhem, André Franquin und Roba unter dem gemeinsamen Pseudonym „Ley Kip“ die Erzählung »l'île au Boumptérix« (dt.: „Der Bumteryx“, veröffentlicht in Band 22 der „Spirou und Fantasio“-Reihe des Carlsen-Verlages). Von 1960 bis 1961 übernahm er während einer schöpferischen Pause des Duos Will/Rosy für zwei Episoden die Reihe »Tif et Tondu« (dt.: Harry und Platte). Danach assistierte er zeitweilig Marcel Remacle bei dessen Reihe »Vieux Nick« (dt. Schwarzbart der Pirat).
In späteren Jahren konzentrierte er sich zunehmend auf die Malerei.